# Cinnamomum austrosinense
Cinnamomum austrosinense är en lagerväxtart som beskrevs av Hung T. Chang. Cinnamomum austrosinense ingår i släktet Cinnamomum och familjen lagerväxter. Inga underarter finns listade i Catalogue of Life.